# Publio Cornelio Cetego (console 181 a.C.)
Publio Cornelio Cetego (latino: Publius Cornelius Cethegus) (fl. II secolo a.C.) è stato un politico romano.

## Biografia
Publio Cornelio Cetego fu edile curule nel 187 a.C. e, stando a quanto afferma Livio, celebrò i ludi di quell'anno con Aulo Postumio Albino Lusco.
Fu poi nominato pretore nel 185 a.C. e console nel 181 a.C.  con Marco Bebio Tamfilo.
Appena entrati in carica, ai due consoli fu affidata la provincia della Liguria e quattro legioni di cinquemiladuecento fanti romani e trecento cavalieri, e ancora quindicimila uomini tra soci e latini. A causa del gravoso problema della pirateria, i due consoli furono invitati a occuparsi anche della marina con la creazione della figura dei duoviri navales, ai quali furono assegnate venti navi dotate di un equipaggio composto da cittadini romani usciti di schiavitù (ex sillani) e da uomini liberi. Roma aveva trascurato a lungo la sua flotta, soprattutto dopo la vittoria su Antioco, e adesso, ravvedutasi, decise di far fronte alla negligenza passata attraverso l'elezione dei duoviri, i quali venivano eletti in via straordinaria, per un periodo di tempo limitato e con il compito di allestire la flotta e di assumere il comando.
Durante la seconda guerra punica, i Galli e i Liguri avevano recuperato la loro indipendenza sostenendo dapprima Annibale e, in seguito, il fratello Asdrubale. Naturalmente per Roma combattere contemporaneamente contro Annibale e contro i Galli e i Liguri era insostenibile; ma, sconfitti i cartaginesi, il possesso della zona si rivelò indispensabile sia per motivi strategici e di prestigio sia perché quella era l'unica zona della penisola da cui si potesse considerare geograficamente e politicamente possibile un ampliamento. La riconquista di questi territori fu dura e lunga per una serie di motivi: la bellicosità degli indigeni, la conformazione del territorio che presentava zone montuose, paludose e boschive, l'impegno di truppe numericamente insufficienti per riuscire nell'impresa (Roma era infatti impegnata nelle più facili guerre in Oriente), la saltuarietà dei comandi, il contrasto tra i generali e tra le fazioni del senato, ma soprattutto, la poco tenace volontà dei romani di conquistare territori che offrivano ben poche possibilità dal punto di vista dello sviluppo demografico e agricolo.
Intanto, nel 180 a.C. Publio Cornelio Cetego e Marco Bebio Tamfilo, invitati a governare le province fino all'arrivo dei nuovi consoli, decisero di attaccare con l'esercito i Liguri Apuani, i quali, non aspettandosi la guerra e presi alla sprovvista, si arresero in dodicimila. A questo punto i due proconsoli chiesero al senato di poter trasportare gran parte della popolazione sconfitta nel Sannio, in modo da porre fine alla guerra in maniera definitiva, e il senato non poté che accettare. I Liguri chiesero ripetutamente di poter rimanere nella loro terra, ma le loro suppliche caddero nel vuoto e quarantamila uomini liberi, con donne e ragazzi, vennero trasferiti nel Sannio a spese dello stato. Cornelio e Bebio si occuparono della distribuzione delle terre e dell'assegnazione di centocinquantamila libbre per l'insediamento nelle nuove sedi. Si formarono così due nuclei di Liguri: i Corneliani e i Bebiani.
A questo punto Livio ci fornisce versioni diverse riguardo all'esito della vicenda: in un primo momento afferma che, una volta definita la questione e riportato l'esercito a Roma, ai proconsoli fu tributato il trionfo per la vittoria riportata sui Liguri Apuani; mentre in un secondo momento ci dice che quello di Cornelio e Bebio fu il primo caso di trionfo attribuito a magistrati che non avevano combattuto una guerra (infatti non c'erano prede o prigionieri da condurre in corteo e nulla da distribuire ai soldati), insinuando quindi che l'operazione di conquista era stata opera del predecessore Lucio Emilio Paolo Macedonico. 
In una terza versione assegna la vittoriosa campagna contro gli Apuani a Aulo Postumio Albino Lusco e Quinto Fulvio Flacco. Questa confusione deriverebbe da due fonti diverse a cui Livio attinse ma, considerando che i Liguri trasportati nel Sannio furono in seguito conosciuti con i nomi di Liguri Corneliani e Liguri Bebiani, appare abbastanza evidente che i consoli del 181 a.C. erano stati i principali responsabili della vittoria, e che il riferimento al trionfo immeritato era probabilmente una trovata propagandistica del successore Fulvio.
Probabilmente, proprio grazie al trasferimento dei Liguri Apuani nel Sannio, Cetego fu eletto nel 173 a.C. tra i decemviri agri dandis assignandis che avevano il compito di assegnare le terre dei Liguri e dei Galli ai singoli coloni: dieci iugeri ciascuno per i romani e tre ciascuno per i latini.

## L'attività legislativa
Nel 181 a.C. i due consoli proposero la lex Cornelia Baebia de ambitu, la prima di una lunga serie di leggi contro la corruzione e il broglio elettorale, la quale stabiliva come pena l'ineleggibilità per dieci anni.
A questa legge Mommsen collega anche la lex Baebia de praetoribus che proponeva la nomina, ad anni alterni, di quattro e sei pretori. La norma permetteva ai pretori nelle regioni lontane di rimanere in carica per due anni anziché uno in modo da evitare inutili e lunghi viaggi ma, allo stesso tempo, diminuendo il numero dei pretori, restringeva anche il numero dei candidati al consolato. Questa iniziativa legislativa non poteva trovare il consenso della nobiltà che, più che contestare le leggi sull'ambitus (facilmente eludibili), contestò e fece abrogare le disposizioni sulle elezioni pretorie. Perciò quest'ultima parte fu subito abolita.
Secondo Mommsen la legge fu approvata nel 181 a.C. e, benché per l'anno successivo si nominarono comunque sei pretori per non danneggiare i candidati di quello stesso anno, fu effettivamente applicata a partire dal 179 a.C. Inoltre, poiché nel 177 a.C. vennero eletti di nuovo sei pretori, si è dedotto che probabilmente la disposizione fu abolita già nel 178 a.C., nonostante l'orazione di Catone, ne lex Baebia derogaretur, in cui contestava la proposta di abolizione delle disposizioni bebiane relative alle cariche pretorie.
Leggi contro l'ambitus erano state emanate anche in passato, ma nel II sec. a.C. diventarono particolarmente importanti perché le competizioni elettorali erano spesso prive di programmi politici veri e propri e la lotta politica si condensava nello scontro tra candidati disposti ad utilizzare qualsiasi strumento pur di ottenere il consenso popolare. Questo rendeva necessarie le leggi contro la corruzione e il broglio elettorale.